# The Tango Lesson
The Tango Lesson är en halvt självbiografisk film av Sally Potter om hur hon möter tangodansaren Pablo Verón och hur de utvecklar en relation. Många kända tangoprofiler förekommer i biroller i filmen, exempelvis Veróns lärare Gustavo Naveira och Fabián Salas. Filmen gjorde Pablo Verón känd som en av de största nutida tangodansarna.

## Handling
Sally är en filmregissör som under en resa till Paris möter tangodansaren Pablo. Han börjar undervisa henne i tango, men hon återvänder till London för att jobba på några projekt. Sally åker till Buenos Aires och lär sig mer tango från Pablos vänner Gustavo och Fabian. Sally och Pablo möts igen och de inser att deras mål med bekantskapen skiljer sig åt. De åker tillsammans till Buenos Aires och fördjupar sin relation.

## Rollista (i urval)
- Sally Potter - Sally
- Pablo Verón - Pablo
- Carolina Iotti - Pablos danspartner
- Gustavo Naveira - Gustavo
- Fabián Salas - Fabián
- Carlos Copello - Carlos
- Olga Besio - Olga